# 加藤健二郎
加藤 健二郎（かとう けんじろう、1961年1月 - ）は、日本の軍事ジャーナリスト、バグパイプ奏者。

## 来歴
兵庫県尼崎市で生まれ、5歳の時に東京都小金井市へ引っ越す。その後、神奈川県横浜市に移る。東京学芸大学附属幼稚園、小金井市立小金井第四小学校、小金井市立東小学校、小金井市立東中学校、横浜市立神奈川中学校を経て、1979年に神奈川県立港北高等学校を卒業。東京理科大学理工学部機械工学科に進学するも中退。1985年に早稲田大学理工学部土木工学科を卒業。東亜建設工業に3年間勤務した後、1988年から海外に飛び出す。フランス外人部隊を志願するが近眼で不採用とされ、戦場ジャーナリストの道を選ぶ。
軍事問題を理科系的な視点から捉える一方、兵士の休暇の過ごし方など、戦争のヒューマンファクターにも注目する視点を持つユニークな軍事ジャーナリストである。湾岸戦争、ユーゴスラヴィア内戦、イラク戦争などを戦地で取材し、著作を発表している。1997年より防衛庁オピニオンリーダーに任命される。
43歳からバグパイプ奏者となり、バグパイプ歴5年目の2008年に、日本人初の職業バグパイプ奏者として名乗り上げ、冠婚葬祭など各種イベントやコンサートなどで演奏する。上海万博関連行事、目黒雅叙園英国フェアなどの演奏も行なった。

## 著書

### 単著
- 『女性兵士』　講談社文庫 2010年
- 『戦場のハローワーク』　講談社文庫 2009年
- 『戦場の現在戦闘 - 地域の最前線をゆく』　集英社新書　2005年
- 『＜いまこそ知りたい＞自衛隊のしくみ』　日本実業出版社 2004年
- 『攻撃か、それとも自衛か - 自衛隊・米軍・戦場最前線からの報告』　現代人文社  2004年
- 『密着報告自衛隊 - 戦闘部隊としての行動と実力』  ぶんか社  2003年
- 『35ミリ最前線を行く - 一カメラマン戦場の旅』  光人社 1997年
- 『戦場へのパスポート』  ジャパンミリタリーレビュー  1996年
- 『戦争からギャルまで - 加藤健二郎写真集 (Bee books)』　光村印刷 1993年

### 共著
- 『ホントに強いぞ自衛隊！中国人民解放軍との戦争に勝てる50の理由』　徳間書店 2010年
- 『意外と強いぞ自衛隊！- 解き明かされた55の真実』　徳間書店 2009年
- 『最新!自衛隊「戦略」白書（別冊宝島Real(057)）』　宝島社 2004年
- 『戦友が死体となる瞬間 - 戦場ジャーナリストが見た紛争地』黒井文太郎、村上和巳　アリアドネ企画 2001年
- 『軍事ジャーナリストが追跡する自衛隊最前線 （ARIA’DNE MILITARY) 』　アリアドネ企画 2001年

### DVD
- 『トウキョウ・守護天使』 （神楽坂恵 、河野智典、小田有紗、にしやうち良、草加大介、熊篠慶彦、増田俊樹、仲谷かおりとの共演）  ビデオメーカー 2007年
- 『愛の人質』（作詞：及川眠子 作曲：坂本洋）

## 論文
- 国立情報学研究所収録論文（No.1-10） 国立情報学研究所